# Kulm (Stati Uniti d'America)
Kulm è un centro abitato (city) degli Stati Uniti d'America, situato nella Contea di LaMoure, nello Stato del Dakota del Nord. Nel censimento del 2000 la popolazione era di 422 abitanti. La città è stata fondata nel 1892.

## Geografia fisica
Secondo i rilevamenti dell'United States Census Bureau, la località di Kulm si estende su una superficie di 0,80 km², tutti occupati da terre.

## Popolazione
Secondo il censimento del 2000, a Kulm vivevano 422 persone, ed erano presenti 123 gruppi familiari. La densità di popolazione era di 515 ab./km². Nel territorio comunale si trovavano 251 unità edificate. Per quanto riguarda la composizione etnica degli abitanti, il 99,05% era bianco e lo 0,24% era nativo. Lo 0,24% apparteneva ad altre razze, mentre lo 0,24% a due o più razze. La popolazione di ogni razza ispanica corrispondeva all'1,90% degli abitanti.
Per quanto riguarda la suddivisione della popolazione in fasce d'età, il 16,4% era al di sotto dei 18, il 4,7% fra i 18 e i 24, il 16,6% fra i 25 e i 44, il 22,7% fra i 45 e i 64, mentre infine il 39,6% era al di sopra dei 65 anni di età. L'età media della popolazione era di 56 anni. Per ogni 100 donne residenti vivevano 89,2 maschi.